# آگرینیو
شهر آگرینیو در استان یونان غربی در کشور یونان واقع شده است که دارای جمعیت ۴۴٬۰۸۲  نفر می‌باشد.